# وازگن اویان
وازگن گارگینی اویان (ارمنی: Վազգեն Գարեգինի Օվյան؛  زادهٔ ۶ ژانویهٔ ۱۹۳۲ - درگذشته ۲۳ فوریهٔ ۱۹۸۷)، شاعر، نثرنویس، نمایش‌نامه‌نویس و روزنامه‌نگار اهل ارمنستان بود.

## زندگی‌نامه
وی در ۶ ژانویهٔ ۱۹۳۲ در داشوشن به دنیا آمد و از دانشگاه تربیت مدرس جمهوری آذربایجان فارغ‌التحصیل گشت. وارتگس اویان پسر وی می‌باشد. وی در آزات آرتساخ فعالیت می‌کرد. وی همچنین برنده جوایزی همچون نشان یادبود مسروپ ماشتوتس شد. وی در ۲۳ فوریهٔ ۱۹۸۷در سن ۵۵ سالگی در استپاناکرت درگذشت.